# 大明宫传奇
《大明宫传奇》（英語：Legend of The Daming Palace）是中国首部IMAX3D电影，2010年10月1日大明宫国家遗址公园正式开园，该片也于同日公映。2011年9月9日正式在全国3D影院上映。由金铁木执导，邀请了好莱坞技术团队使用3D特效技术生动再现了中国历史上唐朝的繁荣昌盛景象，为便于IMAX3D电影拍摄，出品方专门斥巨资搭建实景影棚。影片影院上映时片长为40分钟，据主创介绍该片将在西安大明宫景点内为游客播放长达十年时间，以此收回成本。

## 演员
- 宋佳 饰 武则天
- 刘雨欣 饰 明月郡主
- 朱一龙 饰 君实
- 阿帕尔江 饰 卢涅斯

## 反映
影片在全国上映后，一些观众反映“影片带来的强烈的感观刺激，很不错。就是片长有点太短了”，对此曲江影视总经理贯钊一称这是因为应用IMAX3D技术拍摄影片的造价昂贵，考虑到票价，不得不缩短时长。